# Communauté d'agglomération Pays de Meaux
Pour les articles homonymes, voir CAPM.
La communauté d'agglomération Pays de Meaux (ou CAPM) est une communauté d'agglomération française, située dans le département de Seine-et-Marne en région Île-de-France.

## Historique
Une première communauté d'agglomération du pays de Meaux est créée au 1er janvier 2003 par un arrêté préfectoral du 28 décembre 2002, qui regroupe alors la quasi-totalité des communes des anciens cantons Nord et Sud de Meaux.
Dans le cadre des dispositions de la loi portant nouvelle organisation territoriale de la République (Loi NOTRe) du 7 août 2015, qui prévoit que les établissements publics de coopération intercommunale (EPCI) à fiscalité propre doivent avoir un minimum de 15 000 habitants (et 5 000 habitants en zone de montagnes), le préfet de Seine-et-Marne a rendu public le 13 octobre 2015, un nouveau projet de schéma départemental de coopération intercommunale (SDCI). Après concertation et amendements, celui-ci a été approuvé le 30 mars 2016 et prévoit notamment la fusion de la communauté de communes des Monts de la Goële (communes de Forfry, Gesvres-le-Chapitre, Monthyon et Saint-Soupplets) et de la communauté d'agglomération du pays de Meaux. Ce schéma est  mis en œuvre le 1er janvier 2017, après consultation des conseils communautaires et municipaux, 
Cela aboutit à la création d'une nouvelle structure juridique regroupant désormais 22 communes et qui conserve la dénomination de communauté d'agglomération du pays de Meaux par un arrêté préfectoral du 16 décembre 2016 qui a pris effet le 1er janvier 2017,.
Le 1er janvier 2020, les communes de Boutigny, Quincy-Voisins, Saint-Fiacre et Villemareuil issues de l'ancienne communauté de communes du Pays Créçois intègrent la communauté d'agglomération du pays de Meaux.

## Territoire communautaire

### Géographie

#### Le territoire de la CAPM et les cantons
La Communauté d'agglomération du Pays de Meaux  était, avant son extension en 2017 composée des anciens cantons de Meaux-nord et de Meaux-sud, aujourd'hui disparus dans le cadre du redécoupage cantonal de 2014 en France.
À l'issue de ce redécoupage, les communes composant la CAPM sont réparties au sein de 3 cantons: 
- les communes de Barcy, Chambry, Chauconin-Neufmontiers, Crégy-lès-Meaux, Forfry, Gesvres-le-Chapitre, Isles-lès-Villenoy, Mareuil-lès-Meaux, Monthyon, Penchard, Saint-Soupplets, Trilbardou, Varreddes, Vignely et Villenoy sont regroupées au sein du canton de Claye-Souilly ;
- les communes de Fublaines, Germiny-l'Evêque, Montceaux-lès-Meaux, Nanteuil-lès-Meaux, Poincy et Trilport sont regroupées au sein du canton de La Ferté-sous-Jouarre ;
- la ville de Meaux forme la totalité du nouveau canton de Meaux.

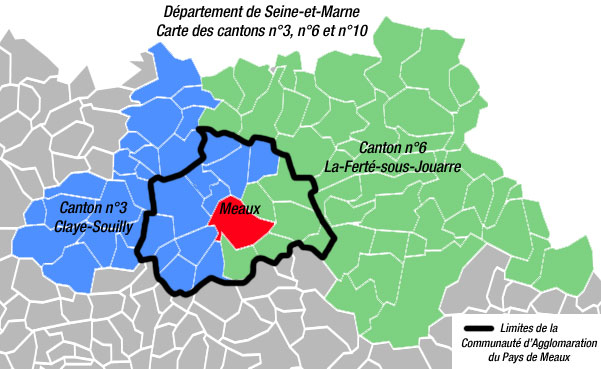
Les nouveaux cantons de Meaux, Claye-Souilly et La Ferté-sous-Jouarre vus par rapport aux limites de la Communauté d'Agglomération du Pays de Meaux avant 2017 (en trait épais noir).

### Composition
La communauté d'agglomération est composée des 26 communes suivantes :

| Nom                    | Code Insee | Gentilé                  | Superficie (km2) | Population (dernière pop. légale) | Densité (hab./km2) |
| ---------------------- | ---------- | ------------------------ | ---------------- | --------------------------------- | ------------------ |
| Meaux (siège)          | 77284      | Meldois                  | 14,98            | 56 659 (2022)                     | 3 782              |
| Barcy                  | 77023      | Barciens                 | 6,95             | 375 (2022)                        | 54                 |
| Boutigny               | 77049      | Boutignaciens            | 9,88             | 850 (2022)                        | 86                 |
| Chambry                | 77077      | Chambrysiens             | 9,75             | 1 051 (2022)                      | 108                |
| Chauconin-Neufmontiers | 77335      | Coconiaciens-Neufmontois | 17,39            | 3 726 (2022)                      | 214                |
| Crégy-lès-Meaux        | 77143      | Crégyssois               | 3,64             | 5 419 (2022)                      | 1 489              |
| Forfry                 | 77193      | Forfrysiens              | 5,8              | 240 (2022)                        | 41                 |
| Fublaines              | 77199      | Fublainois               | 5,48             | 1 381 (2022)                      | 252                |
| Germigny-l'Évêque      | 77203      | Germignois               | 11,76            | 1 350 (2022)                      | 115                |
| Gesvres-le-Chapitre    | 77205      | Gesvrois                 | 4,23             | 146 (2022)                        | 35                 |
| Isles-lès-Villenoy     | 77232      | Insuvilets               | 6,97             | 1 136 (2022)                      | 163                |
| Mareuil-lès-Meaux      | 77276      | Mareuillois              | 7,17             | 3 313 (2022)                      | 462                |
| Montceaux-lès-Meaux    | 77300      | Monticellois             | 4,72             | 646 (2022)                        | 137                |
| Monthyon               | 77309      | Monthyonnais             | 12,11            | 1 747 (2022)                      | 144                |
| Nanteuil-lès-Meaux     | 77330      | Nanteuillais             | 7,62             | 7 054 (2022)                      | 926                |
| Penchard               | 77358      | Penchardais              | 4,34             | 1 357 (2022)                      | 313                |
| Poincy                 | 77369      | Pepitois                 | 6,24             | 776 (2022)                        | 124                |
| Quincy-Voisins         | 77382      | Quincéens                | 10,33            | 5 506 (2022)                      | 533                |
| Saint-Fiacre           | 77408      |                          | 2,75             | 490 (2022)                        | 178                |
| Saint-Soupplets        | 77437      | Sulpiciens               | 13,78            | 3 586 (2022)                      | 260                |
| Trilbardou             | 77474      | Triboulois               | 7,95             | 692 (2022)                        | 87                 |
| Trilport               | 77475      | Trilportais              | 10,97            | 5 107 (2022)                      | 466                |
| Varreddes              | 77483      | Varredois                | 8                | 2 166 (2022)                      | 271                |
| Vignely                | 77498      | Vigneliens               | 3,58             | 323 (2022)                        | 90                 |
| Villemareuil           | 77505      | Villemareuillais         | 10,67            | 383 (2022)                        | 36                 |
| Villenoy               | 77513      | Villenoisiens            | 7,37             | 5 073 (2022)                      | 688                |

### Démographie
| 1968   | 1975   | 1982   | 1990   | 1999   | 2006   | 2011   | 2016    | 2022    |
| ------ | ------ | ------ | ------ | ------ | ------ | ------ | ------- | ------- |
| 46 442 | 62 105 | 69 812 | 81 112 | 88 641 | 92 672 | 97 848 | 103 411 | 110 552 |

## Organisation

### Siège
L'intercommunalité a son siège en mairie de Meaux, place de l'Hôtel de Ville.

### Élus
Le conseil communautaire de la communauté d'agglomération se compose de 78 conseillers, représentant chacune des communes membres et élus pour une durée de six ans.
Ils sont répartis comme suit :
| Nombre de conseillers | Communes                                                                        |
| --------------------- | ------------------------------------------------------------------------------- |
| 33                    | Meaux                                                                           |
| 5                     | Nanteuil-lès-Meaux                                                              |
| 4                     | Crégy-lès-Meaux, Quincy-Voisins, Trilport                                       |
| 3                     | Villenoy                                                                        |
| 2                     | Chauconin-Neufmontiers, Mareuil-lès-Meaux, Monthyon, Saint-Soupplets, Varreddes |
| 1 (+1 suppléant)      | les 15 autres communes                                                          |

### Présidence
Au terme des élections municipales de 2020 en Seine-et-Marne, le conseil communautaire, dont tous les membres ont été élus dès le premier tour, réuni le 2 juin 2020 a réélu son président, Jean-François Copé, maire de Meaux, et désigné ses 13 vice-présidents, qui sont, : 
1. Régis Sarazin, maire de Nanteuil-lès-Meaux, délégué au Développement Durable, circulation douce, la Sécurité et prévention de la délinquance ;
2. Bernard Lociciro, conseiller municipal de Meaux, délégué à la culture, à l'enseignement culturel et patrimoine, à l'enseignement secondaire et supérieur ;
3. Daniel Berthelin, maire de Poincy, délégué au personnel, petite enfance et gens du voyage ;
4. Chantal Kaci, maire de de Quincy-Voisins, déléguéé au tourisme, communication, vie associative et évènementielle ;
5. Stéphane Devauchelle, maire de Saint-Soupplets, délégué au relation avec les zones aéroportuaires de Paris-CDG, Le Bourget et le Grand Roissy ;
6. M. Claude Decuypère, maire de  Monthyon, délégué à la finance, la  commande publique, le numérique et l'intelligence artificielle ;
7. Jean-Michel Morer, maire de Trilport délégué aux transport, voirie et parc de stationnement ;
8. Saly Diop, conseillère municipale de Meaux, déléguée à l'emploi, l'insertion et la formation professionnelle ;
9. Jean Piat, maire de Vignely, délégué à l'urbanisme, au logement et à l'opération d'intérêt national.
10. Didier Attali, conseiller municipal de Meaux, délégué à l'eau et à l'assainissement ;
11. Michel Belin, maire de Montceaux-lès-Meaux, délégué au sport et aux installations sportives ;
12. M. Dominique Delahaye, maire de Chambry, délégué à la collecte, au traitement et à la gestion des déchets ;
13. Franck Gourdy , Conseiller municipal de Meaux, délégué au développement économique et attractivité du territoire.

Cette répartition permet la représentation relative de la ville de Meaux, qui rassemble plus de la moitié de la population de l'intercommunalité, ainsi que des villes moyennes et des villages.
| Période | Période                  | Identité           | Étiquette | Qualité |
| ------- | ------------------------ | ------------------ | --------- | --- |
| 2003    | En cours (au 4 mai 2021) | Jean-François Copé | UMP → LR  | Administrateur civil, professeur associé et avocat Ministre (2002 → 2007) Député de Seine-et-Marne (1995 → 1997, 2002 et 2007 → 2017) Maire de Meaux (1995 → 2002 et 2005 → ) Président de l'UMP (2012 → 2014) Réélu pour le mandat 2020-2026, |

### Compétences
L'intercommunalité exerce les compétences qui lui ont été transférées par les communes membres, dans les conditions fixées par le Code général des collectivités territoriales. Il s'agit de : 
- Développement économique ;
  - Zones d’activité économique d’intérêt communautaire ;
  - Action de développement économique d’intérêt communautaire ;
- aménagement de l’espace communautaire :
  - Élaboration d’un schéma de cohérence territoriale ;
  - Zones d’aménagement concerté (ZAC) d’intérêt communautaire.
  - Organisation des transports urbains ;
- Équilibre social de l’habitat :
  - Programme local de l'habitat, politique du logement d’intérêt communautaire ;
  - Actions et aides financières en faveur du logement social d’intérêt communautaire ;
  - Réserves foncières pour la mise en œuvre de la politique communautaire d’équilibre social de l’habitat ;
  - Action en faveur du logement des personnes défavorisées par les opérations d’intérêt communautaire ;
  - Amélioration du parc immobilier bâti d’intérêt communautaire, notamment en faveur du logement des personnes défavorisées ;
- politique de la ville dans la Communauté :
  - Dispositifs contractuels de développement urbain, de développement local et d’insertion économique et sociale d’intérêt communautaire ;
  - Dispositifs locaux d’intérêt communautaire en matière de prévention de la délinquance ;
- Voiries et parcs de stationnement d’intérêt communautaire ;
- Équipements culturels et sportifs d’intérêt communautaire ;
- Actions en matière de protection et de mise en valeur de l’environnement et du cadre de vie (lutte contre la pollution de l’air et les nuisances sonores, élimination et valorisation des déchets des ménages et déchets assimilés) ;
- Aires d’accueil des gens du voyage ;
- Développement des nouvelles technologies de l’information et de la communication ;
- Développement de l’enseignement artistique et culturel ;
- Identification, sur le territoire communautaire, de friches industrielles, commerciales, tertiaires, artisanales ou touristiques et possibilité d’aménagement ou de reconversion de ces espaces ;
- Aménagement d’intérêt communautaire des rives de la Marne, des berges des rivières et canaux traversant le territoire communautaire ;
- Pôles d’échanges multimodaux ;
- Études relatives aux structures de petite enfance ;
- Tourisme.

### Régime fiscal et budget
Comme toutes les communautés d'agglomération, le Pays de Meaux  est financé par la fiscalité professionnelle unique (FPU), qui a succédé a la Taxe professionnelle unique (TPU), et qui assure une péréquation fiscale entre les communes regroupant de nombreuses entreprises et les communes résidentielles.
La communauté perçoit également une part des taxes d'habitation et foncières, qui se sont élevées, sur son ancien périmètre, à 13,7 millions d'euros en 2014, des taxes pour utilisation des services publics et taxe d’enlèvement des ordures ménagères (10,8 millions € en 2014) et une dotation globale de fonctionnement versée par l’État (9,5 millions € en 2014).
L'intercommunalité ne reverse pas de dotation de solidarité communautaire (DSC) à ses communes membres.

### Personnels
Afin d'assurer ses compétences, la communauté emploie des agents, au nombre (avant l'intégration de l'ex-CC Monts de la Goëlle) de : 
| 1/1/2005 | 1/1/2006 | 1/1/2007 | 31/12/2007 | 31/12/2008 | 31/12/2009 | 31/12/2010 | 31/12/2011 | 2016[réf. nécessaire] |
| -------- | -------- | -------- | ---------- | ---------- | ---------- | ---------- | ---------- | --------------------- |
| 67       | 70       | 82       | 85         | 89         | 92         | 117        | 202        | environ 300           |

La croissance des effectifs est notamment liée à la prise de compétences auparavant gérées par les communes, et au transfert de personnels correspondant.

## Projets et réalisations
Conformément aux dispositions légales, une communauté d'agglomération a pour objet d'associer « au sein d'un espace de solidarité, en vue d'élaborer et conduire ensemble un projet commun de développement urbain et d'aménagement de leur territoire ».
Équipements culturels
La communauté d'agglomération est la collectivité de rattachement et le principal financeur  du Musée de la Grande Guerre du pays de Meaux,.
Elle avait envisagé en 2010 de créer le pôle culturel du Pays de Meaux, projet abandonné en 2016 après que le terrait ait été acquis et des études réalisées.
Sécurité
Le Pays de Meaux a mis en place une police municipale intercommunale depuis le 1er janvier 2014 qui, en 2016, agit dans 15 des communes de la communauté.